# オッキー・バーナード
オッキー・バーナード（Ockie Barnard、2001年4月21日 - ）は、ジャパンラグビーリーグワン埼玉パナソニックワイルドナイツに所属するラグビーユニオン選手。

## プロフィール
- 南アフリカ、リチャーズ・ベイ出身[1]。
- ポジションはロック(LO)。
- 身長 199 cm、体重 110 kg

## 略歴
フリーステイト・チーターズ、シャークス、シャークスを経て、2023年、埼玉パナソニックワイルドナイツに加入。
2024年12月28日に行われたJAPAN RUGBY LEAGUE ONE第2節カンファレンスBスピアーズ船橋・東京ベイ戦にて先発出場でリーグワン公式戦初出場を果たした。